# هوهواخت
هوهواخت (به آلمانی: Hohwacht) یک شهر در آلمان است که در Plön (District) واقع شده‌است. هوهواخت ۹۰۴ نفر جمعیت دارد.